# 在野
在野（ざいや）は、一般的に公職に就かず民間で活動する人物や団体を指す。そもそも漢語では「野」という言葉で政府以外の民間部門全体を指した。また、早稲田大学の創設者である大隈重信は「在野精神」を唱えている。

## 政治分野における在野
政治分野における在野は、政党政治における在野政党（＝野党）の意味として、あるいは政府と同じ立場を取ることが期待される社会において、あるいは政府の指導に従うことを義務付けられた社会において、政府と異なる・あるいは政府に反対する人物や団体を指すこともある。ハンガリーで自由選挙を主張したハンガリー民主フォーラムや、韓国で民主化宣言を勝ち取った学生運動や労働運動が、これに当たる。

## 学術部門における在野
荒木優太は、在野研究（者）の定義として「国立ないし私立を問わず、研究と教育が一体となった近代的大学に所属せず、そこから経済的に自立している者」「執筆された文章に論文的形式性があるもの」を挙げている。また、荒木は在野研究とはアカデミアに対する対抗ではなく、選択肢として存在すると述べている。
大学の教員と在野の研究者の差異は、大学の教員が大学から給料をもらって研究しているのに対し、在野の研究者は大学に所属していないため自費で研究をしている点が挙げられる。大学の教員ではない在野の研究者の中にも、実力的には大学の教員と同等の者も少なくなく、大学の教員や大学院生らにおける徒弟制のような上下関係も在野の研究者においてはあまりない。たとえば、市役所など公務員として勤務しながら研究を行う在野の研究者も少なくない。
ある特定の分野に精通している専門家であるという点では、教授資格を有する学者と同等であるため、在野の研究者によっては特別講師として大学院に招聘され、教鞭をとっている在野の研究者も一部で見られる。一方で、大学の教員が学問として体系化しないために、在野の研究者が主に研究してしまう分野もある（地名学など）。歴史的にみると、江戸時代の著名な在野の例として、心学を説いた石田梅岩の名が挙げられる。彼は経歴や実績のない在野であったため、教え始めた頃は本格的な学者から軽視されていた。
大学の教員の人口に対して在野の研究者の人口は多く、大学の教員と在野の研究者との協力によって発展してきた学問も少なくない。例えば、昆虫学・天文学といった分野で、アマチュアは一定の役割を果たしてきたとアカデミア側から認められている。日本の民俗学においては、大学の教員と在野の研究者のあいだでの差別は、他の分野よりも少ない。
また、社会科学などを専攻している在野の研究者の中には、フリージャーナリストや市民活動家のような活動を行ったり、またNPOなどの職員となる場合もある。そのような場合も、大学の教員と在野の研究者のあいだで共同で研究活動や社会的活動を行うことも少なくない。また、大学の教員と在野の研究者の間で研究対象に対して政治的・思想的に相容れない場合には、在野の研究者は大学の教員と距離を置いて研究活動を行う場合もある。

### 在野研究に対する評価
上述のように、学術分野において在野研究は一定の役割を果たしている側面もあるが、研究の信頼性を失わせる事例が少なからずあり、必ずしも評価されているわけではない。とりわけ疑問点として指摘されるのは、「盗用や剽窃の禁止などの〈研究上のルール〉に対する無理解」および「研究史の整理や史料批判などの〈学術研究に必要な能力〉の欠如」などが大概である。
馬部隆弘は在野の研究者のTweetを分析し、「議論に根拠がない」「史料の一部分しか読めていない」「批判と誹謗中傷を理解していない」「歴史研究でありながら、くずし字の読解能力がない」といった問題点を抽出した。
呉座勇一は「史料に書いてあることはきちんと読解しなくてはならないが、「史料に書いていないこと」については想像を好きなだけ膨らませることができる」から、「陰謀論を唱える在野の歴史研究家は、史料に書いてあることをきちんと読まずに、史料に書いていないことに過剰な意味を求めがち」であると批判した。なお呉座によると、陰謀論は「因果関係の単純すぎる説明」「論理の飛躍」「結果から逆行して原因を引き出す」「挙証責任の転嫁」が特徴であるという。
白峰旬は、とある郷土史家の自費出版物を例に、「史料の原文を誤読している箇所や、史料の内容を現代語訳して解説を加える際に恣意的な拡大解釈をした箇所があり、見解として成立しない点が多くあること」「特に新説を発表する際は、どこまでが先行研究で指摘されていることで、どこからが自身のオリジナルの考え（新説）なのかを線引きして提示する必要があるが、それが出来ていないこと」などの問題点を指摘している。
江口聡は「従来の考え方をまるっきりひっくりかえそうとするような主張を簡単に行なっているような本、難問を簡単に解きあかしてしまったりする本は要注意」「「専門家は頭が堅いからわからん」とか「従来の学問には隠された権力性がどうのこうの」とかやってるやつはたいていだめ」「従来の研究をしっかりとおさえていないまともな研究なんかありません」と述べている。
大野圭介は、古代日本史の研究を例に、信憑性のない研究の特徴として「著者が雑誌に発表した論文がない」「著者がその分野について専門的に学んだ経験がない」「やたらセンセーショナルな文句が多い」「論調が攻撃的である」「引用文献がない」といったものを挙げており、「史料を読むための「技術」を習得しないまま、いきなり大それたことをしようとする」「大半のアマチュアは「プロが積んだ努力を軽蔑し、自分勝手なルールを振りかざす」から無視される」と指摘し、在野研究の多くが「研究ごっこ」に過ぎないと述べている。

## 在野法曹
法律家の内で、裁判官、検察官及び弁護士を法曹と呼ぶが、その内の弁護士のことを在野法曹と呼ぶことがある。詳しくは「法曹」を参照のこと。